# Côn Đảo (provincie)
Côn Đảo is een voormalige provincie in Republiek Zuid-Vietnam. De provincie heeft bestaan van mei 1975 tot september 1976.
Na de hereniging van Noord-Vietnam en Republiek Zuid-Vietnam was Côn Đảo een onderdeel van Ho Chi Minhstad (gemeente). Tot mei 1977 was het een onderdeel van de provincie Hậu Giang. Vanaf 1979 was het een district van de provincie Vũng Tàu-Côn Đảo. Deze provincie ging in 1991 op in de provincie Bà Rịa-Vũng Tàu.
De provincie Côn Đảo bestond uit een eilandengroep Côn Đảo in de Zuid-Chinese Zee.